# 色头镇
色头镇，是中华人民共和国山西省长治市长子县下辖的一个乡镇级行政单位。

## 行政区划
色头镇下辖以下地区：
色头村、鲍寨村、庄里村、地河村、王晃村、窑下村、赵家庄村、何平庄村、曹家沟村、峪则村、琚村、东南沟村、西南沟村、平西沟村、柳叶沟村、河峪村、西后沟村和小琚村。